# Тунизийски динар
Динарът (на арабски: دينار, ISO 4217 код на валута: TND) е валутата на Тунис. Тя е разделена на 1000 милима (на Tunisian Arabic: ملّيم). Съкращението DT често се използва в Тунис, въпреки че написването на „динар“ след сума също е приемливо.

## Етимология
Името „динар“ произлиза от римския денарий, използван в Картаген в миналото.

## История
Динарът е въведен през 1960 г. Той е заменил франка при курс 1000 франка = 1 динар. Обвързва се към щатския долар на 1 динар = 2,38 долара, като този курс се запазва до 1964 г., когато динарът се обезценява на 1 динар = 1,90 долара. Този втори курс се запазва докато доларът девалвира през 1971 година.
Тунис поддържа ниско ниво на инфлация. Динарът има по-малка инфлация в периода 2000 – 2010 г., отколкото всички валути, използвани от изнасящите петрол Египет и Мароко. Инфлацията е 4,9% през фискалната 2007 – 08 година и 3,5% през 2008 – 09 г.

## Монети
През 1960 г. са въведени алуминиеви 1, 2 и 5 милима и месингови 10, 20, 50 и 100 милимови монети. 1 и 2 милима са били издадени през 1990 г. и 1983 г., но вече не са законно платежно средство. През 1968 г. ½ динарови монети са въведени, заменени с по-малки, медно-никелови през 1976 г., когато медно-никеловият 1 динар също е бил въведен. Биметалните 5 динара са въведени през 2002 година.
Монети в обращение са:
- 5 милима
- 10 милима
- 20 милима
- 50 милима
- 100 милима
- 200 милима
- ½ динара
- 1 динар
- 2 динара
- 5 динара

На 26 декември 2013 г. са въведени нови монети – 200 милима (мед-цинк, 29 mm, 1.80 mm дебелина 9,4 g тегло) и 2 динара (мед-никел, 29,4 mm диаметър 1,90 mm дебелина, 11,2 g тегло).
| Монети в обращение | Монети в обращение |
| Изображение        | Стойност           |
| ------------------ | ------------------ |
|                    | 5 милима           |
|                    | 10 милима          |
|                    | 20 милима          |
|                    | 50 милима          |
|                    | 100 милима         |
|                    | 200 милима         |
|                    | ½ Динара           |
|                    | 1 динар            |
|                    | 2 динара           |
|                    | 5 динара           |

## Банкноти
| Сегашни банкноти | Сегашни банкноти         | Сегашни банкноти                                                                  | Сегашни банкноти                                      | Сегашни банкноти                                                               | Сегашни банкноти              |
| Изображение      | Изображение              | Стойност                                                                          | Основен цвят                                          | Описание                                                                       | Описание                      |
| Лице             | Гръб                     | Стойност                                                                          | Основен цвят                                          | Лице                                                                           | Гръб                          |
| ---------------- | ------------------------ | --------------------------------------------------------------------------------- | ----------------------------------------------------- | ------------------------------------------------------------------------------ | ----------------------------- |
|                  |                          | Зелен                                                                             | Ханибал, Port Punique (Картаген)                      |                                                                                |                               |
| 5 динара         | Зелен                    | Картаген и картегенският генерал Ханибал, носещ шлем                              | Картагенски кораби                                    |                                                                                |                               |
|                  |                          | 10 динара                                                                         | Син                                                   | Ибн Халдуин                                                                    |                               |
|                  |                          | 10 динара                                                                         | Blue                                                  | Elissa (Dido) Instituted after the United Nations IT conference in Tunis 2006. | Sbeitla храм, сателитна чиния |
| 10 динара        | Син и жълт               | Aboul-Qacem Echebbi                                                               | Arches of Medesa Bacchia school in Tunis              |                                                                                |                               |
|                  |                          | 20 динара                                                                         | Лилав                                                 | Kheireddine Et-Tounsi                                                          |                               |
| 20 dinars        | Червено, синьо и жълто   | Kheireddine Et-Tounsi, Ksar Ouled Soltane fortified granary in Tataouine district | Сградата на L’École Sadiki (Колеж Садики)             |                                                                                |                               |
|                  |                          | 50 динара                                                                         | Зелено и лилаво                                       | Ibn El Rachiq Kairouani, the City of Culture building                          | Мост над корабен канал        |
| 50 динара        | Зелено, синьо и оранжево | Сградата на Musée de la Monnaie (Музея на валутата)                               | Place Gouvernement la Kasbah, главният площад в Тунис |                                                                                |                               |

## Валутните ограничения
В Тунис е углавно престъпление изнасянето на валутата извън територията на държавата. Всеки гражданин може да обмени в чуждестранна валута до 6000 тунизийски динара годишно, преди датата на отпътуване от страната. По тази причина цените в безмитните магазини на летищата са във валути като евро, щатски долари и британски лири. Има много банкомати за обмяна на валута из страната, за удобство на туристите.